# Перо Бодрожа
Петар Перо Бодрожа (1925. — Београд, 2020.) био је српски сликар.

## Биографија
Перо Бодрожа је 1954. дипломирао на Академији ликовних уметности у класи професора Мила Милуновића. Слике у техници уља на платну и мозаике излагао је од 1954 године са Удружењем ликовних уметника Србије чији је био члан.
Перо Бодрожа је своју прву самосталну изложбу имао у Сарајеву. Од 1. септембра 1960. до 1. јула 1962. године био помоћник директора Умјетничке галерије БиХ. Био је и директор Музеја 25. мај у Београду.